# 朱子穎
朱子穎（1980年—），香港教育家，於2018年獲選為香港十大傑出青年，現任德萃幼小中發展總監及小學部總校長，合共營運三間小學及兩間幼稚園，包括德萃小學、漢師德萃學校、神召會德萃書院 (小學部) 以及位於紅磡及馬鞍山的德萃國際幼稚園・幼兒園。朱校長成長於一個教育世家，父親是朱景玄。他被香港教育界稱為「學校白武士」。

## 經歷與教育事業
2003年，朱子穎在當時的香港教育學院畢業，取得小學教育榮譽學士學位，隨即投身教育界，任教於基督教宣道會徐澤林紀念小學，並於其任教之學校推動全香港首個「電子書包」計劃，深受學生歡迎。他於2009年取得香港中文大學資訊科技教育應用文學碩士學位，並於2011年轉往香港教育大學賽馬會小學任職校內的資訊科技主任，繼續推展科創教學。其他學校陸續於2016年借鏡及採納有關「電子書包」措施，教育局則於2015/16學年起，推行「第四個資訊科技教育策略」，以便學校實施「自攜裝置 BYOD」政策。 
自2013年9月起，朱子穎以33歲之齡出任當年面臨殺校的浸信會天虹小學校長，成為當時香港最年輕的校長，在校內推動一連串創新的教育改革，並為學校引進創新思維及科技，在短短五年任期中成功改革，把只有六班、殺校邊緣的天虹小學，拯救為受家長歡迎的22班小學，扭轉學校瀕臨關閉的命運，並開創了「Happy School」這個學界名詞。
朱校長積極參與各項資訊科技教育活動，主講逾300場本港、海外及國際教育相關講座。在2014年，他獲邀為 TEDx 演講。他認為，創新並不限於採納及應用最新的先進科技，隨著時代變遷，接受方式的演進，亦是擁抱創新的例子，例如古人利用甲骨記事，後來書於紙張，到近年逐漸邁向電子化。同理，教育亦需要隨時代改變，好好把握科技帶來的新機遇。
2014年，朱校長提倡每一名香港的小學畢業生都應把電腦編程、3D打印及STEM成為基礎知識 ，他除了親身到課堂教導學生外，還在學界大力推廣，他以協助柬埔寨解決水資源污染為題，邀請了合共914名學生到天虹小學，一同學習「3D打印及設計」，打破最多人參與軟件課堂的健力士世界紀錄。至2016年，他成為由香港賽馬會與香港教育大學、美國麻省理工學院及香港城市大學共同推動，馬會慈善信託基金撥款二億一千六百萬港元推行的「賽馬會運算思維教育」專家小組成員及國際會議主席，推動改革小學電腦科課程，每年舉辦全港性親子活動-編程嘉年華，建立學生運算思維和電腦編程能力。
2016年，他與社會企業家黃岳永共同創辦「DreamStarter （页面存档备份，存于） 啟夢者計劃」課程，啟發學生為共創永續社會定下夢想，從希望幫助的對象「需要」出發，運用科技、環保、文化藝術、社會創新等方法，為生活帶來改變。同時，計劃希望參與的學生能從中學習廿一世紀技能，提升自信心、創意、溝通、以及解難能力等。
除此之外，他在2018年擔任只有九年「短命小學」的新界婦孺福利會基督教銘恩小學顧問 (2018-2019) ，開校首兩個月便成功吸引家長在自行選校時報名，已經出現「爭崩頭」情況。
2018年9月，他轉職到當時只有兩間幼稚園及一間小學的私立學校德萃小學 擔任總校長，朱校長同年亦開辦漢師德萃學校，繼續推廣電子學習及創新教育，以大數據及人工智能提高學生學習效能，其餘讓學生上自學課堂及「Dreamstarter」。他亦協助開展開設中學部 - 大光德萃書院的工作，使教育理念能於幼小中一條龍學校中繼續實踐。
朱校長擔任德萃兩間小學總校長兩年之後，在2020年9月更擔任德萃幼稚園部及小學部總校長，同時開辦第三間德萃幼稚園（馬鞍山分校）以及位於鑽石山的神召會德萃書院(小學部)，合共管理六所學校。
在面對2020年新冠肺炎學生無法回學上課的挑戰，朱校長提出「SH Online School」之網上學校運作，他以「網購」比喻「網上學校」，指出選擇網上購買時，必然清楚明白購物的過程及取貨方式與到超級市場不同，網購可查看更多有關產品的資訊、查看其他買家的意見，甚至有客服即時解答產品問題。指出疫情停課出現的網上學習為如「網購」一樣，擁有的本身價值。他提出Online School可以針對不同年齡層學生所需，小學部與幼稚園的Online School 亦有不同特點。
朱校長在2020年小學部的 SH Online School，有網上校規，一天有6節實時課堂，學生可在課堂後無限重溫學習內容。學生在學課時間，從早上八時三十分至下午三時三十分裏，有任何問題，可隨時詢問老師，不論是以文字訊息、錄音、拍照，甚至是拍片方式，老師也會以一對一方式，隨即回答學生。幼稚園部的 SH Online School，每天有 20-30 分鐘的網課，其中星期二至四是一位老師對四位學生，亦有一對一的英語會話課。

## 報紙投搞
他在明報有專欄刊登，並為多份雜誌及親子網撰寫教育親子文章。

## 獲獎及榮譽
- 2015年3月，朱子穎獲頒世界教育夥伴領袖獎[58]。
- 2018年10月，朱子穎當選香港十大傑出青年[59][60]。
- 2018年11月，朱子穎當選第五屆青年夢想實踐家[61]。
- 2018年12月，朱子穎獲頒社會企業研究院院士[62]。
- 2019年3月，朱子穎獲頒香港教育大學榮譽院士[63][64]。
- 2019年7月，朱子穎撰寫的《你不知道的教育》榮獲「第二屆香港出版雙年獎」社會科學出版獎[65]。

## 著作
- 朱子穎. 《你不知道的教育》. 爸媽學堂. 2018-07-18. ISBN 9789888524211.[66]
- 曾鈺成; 朱子穎; 郭致因. 《培育子女成才的12道密碼》. 香港青年協會. 2018-07-13. ISBN 9789887713418.[67]

## 曾任公職
- 香港扶貧委員會社會創新及創業發展基金專責小組[68]
- 香港民政事務總署黃大仙北分區委員會
- 廉政公署社區關係市民諮詢委員會[69][70][71][72]
- 香港社會服務聯會 (社聯) HKCSS Institute 督導委員會[73]
- 基督教宣道會錦繡堂堂董
- The HUB Hong Kong Executive Committee Member[74]

## 現任公職
- 資訊科技教育領袖協會AiTLE執行委員[75]
- International Conference on Computational Thinking Education Chairman[76]
- CoolThink@JC Expert Group Member and Conference and Seminar Subcommittee Leader[77]
- 香港中文大學 Centre for the Advancement of Information Technology in Education Advisor[78]
- Kiddie World 顧問[79]
- Hong Kong Educational Equipment Industry Association 榮譽顧問
- 耀基創藝幼稚園顧問[80]
- 香港兒童基金會榮譽顧問[81]
- 香港青年協會創業導師計劃導師
- 大埔及北區幼兒教育校長會會務顧問
- 香港青年協會 青年研究中心-青年創研庫顧問
- 數碼港 培育計劃-企業發展顧問組
- 香港官立鄉村師範專科學校同學會教育發展總監
- 香港專業教育學院 (IVE) 幼兒、長者及社會服務 學科顧問委員會[82]

## 外部連結
- 朱子穎的Facebook專頁
- 朱子穎的LinkedIn

| 學術機關職務  | 學術機關職務                             | 學術機關職務  |
| ------------- | ---------------------------------------- | ------------- |
| 前任： 董鳳珊 | 香港浸信會天虹小學校長 2013年-2018年     | 繼任： 馮耀章 |
| 前任： 陳志超 | 香港德萃小學及漢師德萃學校總校長 2018年- | 繼任： －     |